# Roger Dwyre
Roger Dwyre, né à Paris le 31 décembre 1913 et mort à  Tourrettes-sur-Loup le 24 mai 2005, est un monteur français, actif des années 1940 aux années 1970. 

## Filmographie partielle
- 1946 : Aubervilliers, court métrage d'Éli Lotar
- 1947 : Les Maudits de René Clément
- 1949 : Le Roi de Marc-Gilbert Sauvajon
- 1950 : Le Château de verre de René Clément
- 1950 : Lady Paname d'Henri Jeanson
- 1951 : Un grand patron d'Yves Ciampi
- 1951 : Identité judiciaire d'Hervé Bromberger
- 1952 : Jeux interdits de René Clément
- 1954 : Le Guérisseur d'Yves Ciampi
- 1955 : Du rififi chez les hommes de Jules Dassin
- 1955 : Les héros sont fatigués d'Yves Ciampi
- 1957 : Typhon sur Nagasaki d'Yves Ciampi
- 1957 : Celui qui doit mourir de Jules Dassin
- 1958 : Tamango de John Berry
- 1959 : La Loi de Jules Dassin
- 1960 : Jamais le dimanche de Jules Dassin
- 1960 : Drame dans un miroir de Richard Fleischer
- 1961 : Paris Blues de Martin Ritt
- 1962 : Phaedra de Jules Dassin
- 1964 : Topkapi de Jules Dassin
- 1965 : Lady L de Peter Ustinov
- 1966 : La Fantastique Histoire vraie d'Eddie Chapman (Triple Cross) de Terence Young
- 1966 : Dix heures et demie du soir en été de Jules Dassin
- 1969 : Comme un éclair de Jules Dassin
- 1969 : La Folle de Chaillot de Bryan Forbes
- 1972 : Police Magnum de Romain Gary
- 1972 : La Course du lièvre à travers les champs de René Clément
- 1973 : Les Amazones (Le guerriere dal seno nudo) de Terence Young
- 1975 : Assassinat à Sarajevo